# Giuseppe Valle
Giuseppe Valle dit Pino Valle né le 4 mars 1904 à Gênes et mort le 25 septembre 1990 à Florence est un nageur et poloïste italien ayant participé aux Jeux olympiques d'été de 1924 à Paris puis en tant qu'entraîneur de l'équipe italienne ayant remporté la médaille d'or aux Jeux de Londres en 1948.

## Biographie
Giuseppe Valle est l'avant-centre de l'équipe italienne lors du tournoi de water-polo des Jeux olympiques de 1924 à Paris. L'équipe est éliminée dès le premier tour, battue 7-0 par l'équipe de Suède.
Il est aussi nageur avec des premières performances en 1922 puis 1926 où il remporte la Traversée de Rome et la Coupe Byron à Venise.
Il remporte le championnat d'Italie de water-polo avec l'équipe de la Fiorentina en 1933, 1934, 1936, 1937 et 1938.
Après la Seconde Guerre mondiale, Giuseppe Valle est l'entraîneur de l'équipe italienne de water-polo qui remporte le titre européen aux Championnats d'Europe de natation 1947 puis la médaille d'or aux Jeux de Londres en 1948.